# Надыр Уразметов
Надыр Уразметов (тат. Надыйр Уразмәтов, 1688—1758) — российский рудоискатель, один из основателей нефтяного дела в Урало-Волжском крае.

## Биография
Согласно архивным документам, род Надыра Уразметова возводится Асылгузе Мозякову, Хусаину и Хасану Асылгузиным. К началу XVII века, которые, проживали в деревне Большой Менгер Арской даруги Казанского уезда (ныне в Атнинском районе Татарстана). После падения Казанского ханства же вынуждены были переселиться севернее, к реке Кама..  При этом, Хусаин и Хасан показаны как выходцы из Крыма, жалованными казанским ханом Сахиб- Гиреем тарханством еще в 1523 году.
Лет за двадцать до переписи 1719 года семейство Надыра Уразметова из деревни Адаево Арской даруги перебралось в деревню Верхние Чупты Казанской дороги Уфимского уезда (ныне деревня Бикметово Чекмагушевского района РБ).  Здесь Надыр Уразметов был записан по первой ревизии 1719 – 1724 годов «с прочими ясашными той деревни татары наряду». В дальнейшем, в актовых документах указывался как татарин.
По мнению башкирского историка Анвара Асфандиярова являлся башкирским тарханом и муллой. Затем вместе с семьёй переехал в деревню, позже получившую в честь его название Надырово на реке Сок (ныне деревня Татарский Байтуган Камышлинского района, или же бывший населённый пункт, ныне в составе села Сергиевска Самарской области).
Получил духовное образование, хорошо знал русский и арабский языки, часто выступал в качестве переводчика. Служил старшиной Мензелинской управы, а с 1736 года — Надырской волости Казанской дороги. Надыр Уразметов постоянно убеждал власти России не трогать общинные земли башкирских родов, в то же время призывая башкир не выступать против правительственных войск. Во время организации Оренбургской экспедиции, вошел в состав башкирского посольства ко двору в Санкт-Петербурге. С возникновением Оренбургской экспедиции, был призван на службу для участия в основании Оренбурга. 
В период башкирских восстаний 1735-1740 гг. командовал отрядами служилых татар и мещеряков, получал угрозы убийства от башкир, просил российские власти спрятать свою семью в Шешминском, Кичуйском фельдшанцах или Заинске.
Весной 1737 года его рудники и производство были уничтожены башкирскими повстанцами под предводительством Кусяпа Султангулова, а сам Надыр Уразметов был вынужден скрываться в Шешминской крепости. Надыр Уразметов и подчиненная ему команда служилых татар участвовала в боевых действиях против повстанцев. По версии краеведа Р. Х. Амирханова и И.Р. Габдуллина, ими был взят в плен один из руководителей повстанцев Кусяп Салтангулов. Но согласно историческим данным, Кусяп Султангулов был взят в плен не в 1737 году Надыром Уразметовым и командой служилых татар, а 20 апреля 1738 года в Оренбурге майором Г. Л. Останковым.
После предоставления горной свободы, занялся поиском полезных ископаемых на своих землях. В 1720-х годах открыл месторождения железных и медных руд в районе реки Зилим. В 1729 году Берг-коллегия дала ему разрешение на строительство железоделательного завода. В 1744 году Уразметов получил разрешение на открытие медного рудника. В 1746 году он передал полномочия волостного управляющего своему сыну Юсупу Надырову, а сам занялся коммерческой деятельностью. В 1752 году открыл месторождение нефти на реке Сок. В 1754 году Надыр Уразметов и Юсуп Надыров получили разрешение на строительство нефтяного завода, при условии выплаты части дохода в казну и свободной продажи керосина в России. Строительство завода велось с 1754 по 1756 год, но не было доведено до конца. По одной из версий, строительство было приостановлено из-за болезни Уразметова. В 1757 году его лишили права на разработку нефти.

## Память
В честь Надыра Уразметова была названа Надырская волость, деревни Старое Надырово и Новое Надырово.
В городе Альметьевске Республики Татарстан на стене 9-этажного дома создан мурал "Надыр Уразметов"